# Christian Ehrig
Christian Ehrig (* 1. Dezember 1964 in Übersee am Chiemsee) ist ein deutscher Journalist und Moderator.

## Leben
Ehrig machte 1989 die Fachhochschulreife in München. Erste redaktionelle Erfahrungen sammelte er im selben Jahr als Praktikant in der Nachrichtenredaktion von Tele 5. Von 1990 bis 1991 hatte er ein Volontariat bei der Gruppe Regionalfernsehen (GRF) in München. Im Rahmen dieser Ausbildung besuchte er die Akademie der Bayerischen Presse und hospitierte bei Radio Plus Monte Carlo in Monaco.
Christian Ehrig moderierte von bis 1993 beim Regionalfernsehen Regensburg die Nachrichten, die Sendungen Kir Regional und Live aus der Mälzerei und den Teletag im regionalen RTL-Fenster. Ein Jahr darauf war Christian Ehrig Studioleiter beim Regionalfernsehen Landshut, wo er täglich eine Stunde moderierte und Live-Talks führte. Er wechselte danach als Chef vom Dienst zu Sat.1 Baden-Württemberg, wo er für die landesweite Sendung 18:30 verantwortlich war und den Nachrichtenblock moderierte. Bis 1996 war er auch als Korrespondent für die bundesweiten Sat.1-Nachrichten tätig. Dann wechselte er zu der Produktionsfirma Teuto Tele in Stuttgart, die Beiträge für die Sendungen RTL Aktuell, Punkt 12, Punkt 9 und Explosiv lieferte. 1998 übernahm er die Studioleitung von Teuto Tele in Dresden. Er machte Live-Schalten für RTL und produzierte Beiträge für die RTL-Informationsschiene. Außerdem war Christian Ehrig für die Zulieferungen seines Studios an den MDR und das ZDF zuständig.
1999 wechselte Christian Ehrig zu RTL II nach Köln und wurde Chef vom Dienst für die Sendungen RTL II News und Das Nachrichtenjournal. Seit 2003 präsentiert er das wöchentliche Magazin Das Nachrichtenjournal. Zu den Präsidentschaftswahlen 2004 und 2008 war er für RTL II als Korrespondent in Washington, D.C. und New York City. 2009 moderierte er zusammen mit Sandra Thier die RTL-2-Sondersendung zur Bundestagswahl live aus Berlin. Er berichtete zudem live vom NATO-Gipfel in Baden-Baden und Straßburg sowie vom UN-Klimagipfel in Kopenhagen.
2015 zogen die RTL II News nach Berlin und Christian Ehrig wurde stellvertretender Abteilungsleiter Nachrichten. Er war außerdem bis Ende 2018 als Chef vom Dienst und Teamleiter TV für die Umsetzung und Inhalte der RTL II News zuständig. März 2021 wurde Christian Ehrig Chef vom Dienst beim investigativen Reportermagazin akte. für SAT.1.